# Kolbing (Dietramszell)
Kolbing ist ein Ortsteil der Gemeinde Dietramszell im Landkreis Bad Tölz-Wolfratshausen (Oberbayern).

## Geografie
Die Einöde liegt etwa acht Kilometer nördlich von Dietramszell auf 705 m über NHN.

## Einwohner
1871 wohnten im Ort neun Personen, bei der Volkszählung 1987 wurden sieben Einwohner registriert.

## Gebietsreform in Bayern
Der Ort gehörte zur Gemeinde Baiernrain, die sich am 1. Januar 1972 mit Dietramszell, Föggenbeuern, Linden und Manhartshofen zusammenschloss. Als Namen für die neue Gemeinde bestimmte die Bürger-Mehrheit Dietramszell.

## Baudenkmäler
In die Denkmalliste sind keine Objekte aus dem Ort eingetragen.